# 邓六条
邓六条为於1983年6月26日，时任中华人民共和国的中共中央顾问委员会主任邓小平会见美国新泽西州的西东大学教授杨力宇时，所提出的解决台湾问题的六条方针。此次谈话的要点收入《邓小平文选》第三卷，题为《中国大陆和台湾和平统一的设想》。其方针思想大致与一国两制构想相同。
1979年至1982年间，杨力宇曾11次访问中国大陆。1983年3月，美国旧金山亚洲问题研究协会年会上，杨力宇将“中国统一之展望”列为讨论专题之一。会上，被视为蒋经国总统代表的丘宏达提出了被认为代表中华民国方面的和谈条件。邓小平认为他的误解太深，愿意当面澄清。6月26日的会谈中，邓小平的陪同人员有中共中央政治局委员、中央军委副主席兼秘书长杨尚昆（负责对台工作），中共中央书记处书记、中央宣传部部长邓力群，中央对台工作领导小组副组长汪锋，中国社会科学院院长马洪等人。
1987年，蒋经国的一国良制则被视为是对1983年一国两制的回应。

## 原文内容
原载于1983年6月26日《人民日报》的邓小平会见杨力宇时谈话要点：
| 问题的核心是祖国统一。和平统一已成为国共两党的共同语言。但不是我吃掉你，也不是你吃掉我。我们希望国共两党共同完成民族统一，大家都对中华民族作出贡献。 我们不赞成台湾“完全自治”的提法。自治不能没有限度，既有限度就不能“完全”。“完全自治”就是“两个中国”，而不是一个中国。制度可以不同，但在国际上代表中国的，只能是中华人民共和国。我们承认台湾地方政府在对内政策上可以搞自己的一套。台湾作为特别行政区，虽是地区政府，但同其他省、市以至自治区的地方政府不同，可以有其他省、市、自治区所没有而为自己所独有的某些权力，条件是不能损害统一的国家的利益。 祖国统一后，台湾特别行政区可以有自己的独立性，可以实行同大陆不同的制度。司法独立，终审权不须到北京。台湾还可以有自己的军队，只是不能构成对大陆的威胁。大陆不派人驻台，不仅军队不去，行政人员也不去。台湾的党、政、军等系统，都由台湾自己来管。中央政府还要给台湾留出名额。 和平统一不是大陆把台湾吃掉，当然也不能是台湾把大陆吃掉。所谓“三民主义统一中国”，这不现实。 要实现统一，就要有个适当方式，所以我们建议举行两党平等会谈，实行第三次合作，而不提中央与地方谈判。双方达成协议后，可以正式宣布。但万万不可让外国插手，那样只能意味着中国还未独立，后患无穷。 我们希望台湾方面仔细研究一下一九八一年九月叶剑英提出的九条方针政策的内容和一九八三年六月邓颖超在政协六届一次会议上的开幕词，消除误解。 你们今年三月在美国旧金山举办“中国统一之展望”讨论会，做了一件很好的事。 我们是要完成前人没有完成的统一事业。如果国共两党能共同完成这件事，蒋氏父子他们的历史都会写得好一些。当然，实现和平统一需要一定时间。如果说不急，那是假话，我们上了年纪的人，总希望早日实现。要多接触，增进了解。我们随时可以派人去台湾，可以只看不谈。也欢迎他们派人来，保证安全、保密。我们讲话算数，不搞小动作。 我们已经实现了安定团结。和平统一祖国的方针，是我们党的十一届三中全会以后制定的，有关政策是逐渐完备起来的，我们将坚持不变。 中美关系最近略有好转，但是，美国的当权人士从未放弃搞“两个中国”或“一个半中国”。美国把它的制度吹得那么好，可是总统竞选时一个说法，刚上任一个说法，中期选举一个说法，临近下一届大选时又是一个说法。美国还说我们的政策不稳定，同美国比起来，我们的政策稳定得多。 |

## 更改国号
1983年6月26日《人民日报》发表邓六条至今，包括中国国民党前主席洪秀柱在内的两岸知名人物，以及台湾普通民众都有邓小平时代，中华人民共和国方面有两岸政府协商国旗、国号、国歌的说法。2001年10月29日，时任国家领导人江泽民在北京中南海会见中國統一聯盟访问团。香港《文汇报》发表社论，提及邓小平曾在与杨力宇的会谈中表示，只要能够承认一个中国，可以更改中华人民共和国国号。该社论进一步表述为“祖国大陆多次明确表示，在“一个中国”原则下，什么都可以谈。这当然包括两岸统一之后的国号、国旗、国歌等。”
邓小平为统一大业，可以更改中华人民共和国国号的观点并未收入1983年6月26日《人民日报》发表的邓六条。而“在‘一个中国’原则下，什么都可以谈”的观点，则由官方在內的高層普遍的接受和沿续。2002年11月时，中共中央总书记江泽民在中共十六大报告中，重申“在‘一个中国’原则下，什么都可以谈”，被总结为“三个可以谈”。之後基本原則和底線被確定下來。
2012年12月，台湾举办“九二共识”二十周年论坛，会议中，大陆学者表示等两岸达成“一中共表”的共识，可协商国号。对于协商国号的建议，国务院台湾事务办公室新闻发言人范丽青在例行新闻发布会上的回应，重申了“只要坚持一个中国，两岸之间什么都可以谈”。进入2010年代，中华人民共和国经济实力增强，已非1980年代远逊于中华民国（台湾）的状况。2016年8月21日凤凰卫视《寰宇大战略》中，解放军海军专家李杰回应邱震海关于学者丁学良提出的“两岸统一国号都能谈”的提问，认为随着时代发展，中国大陆无论是硬实力、软实力都在发展。当年的一些说法，在新形势条件下可能需要改变。吴斯怀表示赞同。
2022年2月上旬，中国国民党前主席洪秀柱前往北京出席北京冬奥会开幕式，与全国政协主席汪洋会面。其后接受德国之声采访。她表示：在邓小平的时候，两岸只要坐下来谈，国旗、国号、国歌都可以谈。自己家里人无所不谈，可是，我们那个时间已经过去了，我们丧失了那个我们有很好的筹码而可以谈的空间。

## 备注
1. ↑  中华人民共和国政府方面为解决臺灣問題，实现和平统一，有两岸谈判的提议。